# Orera
Orera – gmina w Hiszpanii, w prowincji Saragossa, w Aragonii, o powierzchni 19,82 km². W 2011 roku gmina liczyła 135 mieszkańców.